# Włodzimierz Ciołek
Włodzimierz Ciołek (Wałbrzych, 24 marzo 1956) è un ex calciatore polacco, di ruolo centrocampista.

## Carriera
Ha giocato negli anni settanta e ottanta, vincendo il titolo di capocannoniere del campionato polacco e partecipando ai Mondiali del 1982.